# الأسياح
الأسياح هي منطقة سكنية تضم عدة قرى وعاصمتها مدينة عين بن فهيد  والمركز الإداري لمحافظة الأسياح التابعة لمنطقة القصيم.

## التسمية
الأسياح جمع سيح، سميت بذلك لأن فيها اَبارا تسيح على وجه الأرض ورد بالكتب التاريخية أنها سميت قديماً بالنباج لكثرة الينابيع المائها، وقيل أخذت هذه اللفظة من النبج وهو كثرة الأصوات والازدحام وورد ذلك في كتاب معجم البلدان للهمداني.

## الموقع
تقع على الطريق التجاري وطريق الحاج البصري إلى الحجاز. وفي النباج يتفرع طريق الحاج إلى جهة الشمال الغربي إلى المدينة المنورة وإلى جهة الجنوب الغربي إلى مكة. تحدها من الشمال حائل ومن الجنوب الغربي بريدة، ومن الشرق الدهنا. وقد جعلها عبد الله بن عامر بن كريز وأبناؤه من بعده بلداً عامراً.